# Сан-Дамьяно-Макра
Сан-Дамьяно-Макра (итал. San Damiano Macra) — коммуна в Италии, располагается в регионе Пьемонт, в провинции Кунео.
Население составляет 466 человек (2008 г.), плотность населения составляет 9 чел./км². Занимает площадь 54 км². Почтовый индекс — 12029. Телефонный код — 0171.
Покровителями коммуны почитаются святые Косма и Дамиан, целители безмездные, празднование 26 сентября, а также S. Antonio.

## Демография
Динамика населения:

## Администрация коммуны
- Официальный сайт: